# Katona vagyok én
A Katona vagyok én, ország őrizője 1848-as katonadal. A dallam nagyon régi, valószínűleg még az ugor együttélés időszakára tehető. Kodály Zoltán gyűjtötte 1914 áprilisában a bukovinai Istensegítsen  Kodály adatközlői ismerték a XVII. századi, Árgirus nótája című szöveget is.
Feldolgozás: Kodály Zoltán:
| Szerző        | Mire          | Mű                                                         |
| ------------- | ------------- | ---------------------------------------------------------- |
| Kodály Zoltán | ének, zongora | Magyar népzene énekhangra és zongorára, VI. füzet, 32. dal |

## Kotta és dallam
| Katona vagyok én, ország őrizője. Sír az édesanyám, hogy elvisznek tőle. Sír az édesanyám, a rózsám meg gyászol. Fekete gyászvirág búsul ablakában. | Falu legényei, kenyeres pajtásim, Az Isten áldása szálljon le reátok, Éljetek örömmel, mert én búval élek, De az én rózsámat el ne szeressétek! | Megpendült harangom, pallérozott kardom, Nem szabad énnékem az ágyban meghalnom. Áldozom éltemet az ország javára, Forgatom fegyverem, vitézek módjára. |

A 16. században a széphistóriákat nem olvasták, hanem végigénekelték a címlapon szereplő „nótára”. A Katona vagyok én dallamára például Gergei Albert: Árgirus históriáját:
Bujdosik Árgirus hegyeken völgyeken,

Erdőn, kősziklákon, kietlen helyeken,

Bujdosik egyedül, csak eggy inasával,

Kit elvive úti társának magával.

## Felvételek
- Gyulás Dénes 0'00''–2'00'' (YouTube)
- furulya (YouTube)
- http://m.mp3wm.com/download.php?codmusica=48332010 (furulya, ének)